# Малчице
Малчице (слч. Malčice) насељено је мјесто са административним статусом сеоске општине (слч. obec) у округу Михаловце, у Кошичком крају, Словачка Република.

## Становништво
| Година:    | 1994. | 2004.   | 2014.    | 2024.   |
| ---------- | ----- | ------- | -------- | ------- |
| Број људи: | 1235  | 1336    | 1501     | 1485    |
| Разлика:   |       | +8,17 % | +12,35 % | -1,06 % |

| Година:    | 2023. | 2024.   |
| ---------- | ----- | ------- |
| Број људи: | 1464  | 1485    |
| Разлика:   |       | +1,43 % |

Према подацима о броју становника из 2011. године насеље је имало 1.488 становника.